# Soy libre
Pour plus de détails, voir Fiche technique et Distribution.
Soy libre est un film documentaire franco-belge réalisé par Laure Portier et sorti en 2021.

## Fiche technique
- Titre : Soy libre
- Réalisation : Laure Portier
- Scénario : Laure Portier
- Photographie : Laure Portier
- Son : Mikaël Barre
- Montage : Xavier Sirven
- Musique : Martin Wheeler
- Production : Perspective Films - Need Productions
- Distribution : Les Alchimistes
- Pays d'origine :  France -  Belgique
- Durée : 78 minutes
- Dates de sortie : 
  - France - juillet 2021 (Festival de Cannes - Programmation de l'ACID)[1] et 9 mars 2022 (sortie nationale)
  - Belgique : 9 mars 2022

## Distinctions

### Récompenses
- Brussels Film Festival 2021 : Prix du jury
- Festival du film de Zurich 2021 : Mention spéciale
- Magritte 2023 : Meilleur long métrage documentaire

### Sélections
- Festival de Cannes 2021 (programmation ACID)
- Champs Élysées Film Festival 2021
- États généraux du film documentaire de Lussas 2021